# Metaverse
Metaverse of metaversum is het gehele netwerk van aan elkaar gekoppelde virtuele 3D-ruimtes waarin de gebruikers, vaak door middel van avatars, interactief kunnen rondkijken en interageren. Het omvat naast virtuele werelden, augmented reality, onder andere online digitale platformen, RPA, Micro local concepten, nieuws, advertentiemodules en speelt zich af op het internet. Het woord metaverse is een samenstelling van het voorvoegsel "meta" ('over', of 'betreffende') en het Engelse woord "universe" en wordt gebruikt om een volgende generatie van het internet te beschrijven, waarin alle huidige, gedeelde en 3D virtuele ruimten aan elkaar verbonden zijn in een alles omvattend virtueel universum. In andere beschrijvingen van de Metaverse is het een omgeving waar de digitale en fysieke wereld verdergaand integreren door middel van onder andere augmented reality-technologie. De omgeving wordt gekenmerkt door een virtuele economie, waar mensen nieuwe vormen van inkomsten genereren. In deze omgeving hebben gebruikers meer zeggenschap over hun data dan in het huidige, door grote platformen gedomineerde internet.
De term is bedacht door Neal Stephenson in zijn sciencefictionroman Snow Crash (uit 1992), waarin mensen als avatars in contact staan met elkaar en met softwareagenten, in een driedimensionale ruimte die een metafoor voor de werkelijke wereld vormt. Stephenson benut de term om een op een virtuele werkelijkheid gebaseerde opvolger van het internet aan te duiden. Soortgelijke concepten verschenen onder uiteenlopende namen in het cyberpunk sciencefictiongenre dat teruggaat tot het in 1981 verschenen boek True Names door Vernor Vinge.
In 2021 is er vernieuwde belangstelling voor het metaverse, onder andere door de aankondiging van Facebook-topman Mark Zuckerberg om van zijn socialemediabedrijf een 'metaverse-bedrijf' te maken. Ook gamebedrijf Epic, bekend van het spel Fortnite, zet vol in op het metaverse. Microsoft kondigt op 3 november 'Mesh voor Microsoft Teams' aan, gericht op de Microsoft metaverse.

## Het ontwikkelen van standaarden voor een 'echt' metaverse
Met de huidige stand van de techniek zijn er reeds diverse interfaces en communicatieprotocollen binnen en tussen diverse virtuele omgevingen in ontwikkeling. Diverse groepen werken samen en pogen de standaarden en protocollen te maken die de uitwisseling tussen diverse werelden kunnen regelen, waaronder:
- Facebook – Horizon (sinds 2019)
- Delta Media GBE – RPA Concept (sinds 2015)
- Virtual Worlds – Standard for Systems Virtual Components Working Group (sinds 2010)
- Information technology — Media context and control — Part 4: Virtual world object characteristics (ISO/IEC 23005-4:2011) ISO (sinds 2008)
- Immersive Education Technology Group (IETG) Media Grid (sinds 2008)
- Virtual World Region Agent Protocol (VWRAP) (2009-2011)
- The Metaverse Roadmap – Acceleration Studies Foundation (2006-2007)
- The Open Source Metaverse Project (2004-2008)

Veel van deze werkgroepen zijn nog bezig met publicatie van schetsen en met het formuleren van open standaarden met het oog op de interoperabiliteit.

## Tijdlijn van virtuele omgevingen die door het metaverse-concept zijn ingegeven
Vanaf het moment dat Stephensons boek verscheen, hebben verbeteringen in de technologie van internet, een grotere bandbreedte en een toename in rekenkracht van computers ervoor gezorgd dat er ontwikkelingen in de richting van een 'echt metaverse' plaatsvonden. Een beknopt overzicht van de opmerkelijkste ontwikkelingen:
- 1993 – The Metaverse[6] – werd als MOO gestart (een op tekst gebaseerd virtual reality systeem met lage bandbreedte) door Steve Jackson Games als onderdeel van diens BBS spel Illuminati Online.
- 1995 – Active Worlds – een virtuele chatomgeving die geheel gebaseerd is op Snow Crash en waarmee men zelf virtuele werelden kan inrichten.
- 1998 – There[7] – een 3D online virtuele wereld, gemaakt door Will Harvey en Jeffrey Ventrella waarin gebruikers als avatars verschijnen en naast met elkaar chatten ook voorwerpen en diensten konden kopen met de virtuele munt therebucks (speelgeld), die met echt geld gekocht moesten worden. There.com sloot op 2 maart 2010 maar kwam terug in 2011 als een virtueel spel waar je op uitnodiging en als je ouder dan 18 bent aan kan deelnemen.
- 2003 – Second Life – opgezet door Linden Research Inc.. De insteek van dit project is een door de gebruikers zelf geschapen wereld te faciliteren, waarin mensen door middel van avatars met elkaar interacties kunnen hebben, kunnen spelen, zaken kunnen doen, hun eigen stukje van de wereld kunnen beheren en internationaal kunnen communiceren. Sinds 2010 kunnen in deze virtuele wereld ook internetpagina's op een prim worden bekeken door toepassingen van shared media. De omgeving in Second Life wordt vaak bekeken met een camera in derde persoon-perspectief, maar de gebruiker kan ook omschakelen en in eerste persoon (mouseview of mouselook) rondkijken en interageren. De technologie anno 2014 is nog niet op het peil van de in het boek over het metaverse beschreven volledig fotorealistische weergave.
- 2004 – OpenSimulator verscheen als gratis en opensourcesoftware, waarin protocollen zitten die met Second Life compatibel zijn.
- 2004 – X3D werd goedgekeurd door de ISO als opvolger van de Virtual Reality Modeling Language (VRML). Dit is een open standaard voor interactieve real-time 3D-computergraphics.
- 2005 – Solipsis werd gelanceerd, een gratis en vrij open source systeem dat gericht is op het scheppen van infrastructuur voor metaverse-achtige openbare virtuele territoria.
- 2005 – Het Croquet Project begon als een opensourcesoftware ontwikkelingsplatform om sterk met elkaar verweven MUVE (Multi-User Virtual Environments) te maken die op diverse platformen en besturingssystemen kunnen draaien. Het is gebruikt om virtuele werelden als het Arts Metaverse te maken, maar nadat de Croquet SDK in 2007 verscheen veranderde het project van naam en werd het het Open Cobalt project.[8]
- 2006 – Entropia Universe was het eerste MMORPG-systeem waarin een op echt geld gebaseerde economie zat.
- 2007 – Verschillende sociale netwerken ontwikkelden de mogelijkheid om profielen aan te maken en gaven netwerkmogelijkheden voor metaverse-achtige avatars, zoals Koinup, Myrl en AvatarsUnited. Deze projecten kenden veel technische problemen, die te maken hadden met gebrek aan dataportabiliteit van de avatar tussen de diverse virtuele werelden. Er werd geprobeerd om verschillende avatars en identiteiten tegelijk op een enkel platform samen te brengen. AvatarsUnited werd later door Linden Lab opgekocht en gesloten toen er aan de website van Second Life zelf netwerkfaciliteiten werden toegevoegd.
- 2008 – Google Lively werd op 8 juli 2008 aangekondigd door Google. Er zouden te zijner tijd nieuwe elementen en opties aan toegevoegd worden, maar op 19 november 2008 deelde Google mee dat de Lively Service in december zou stoppen.
- 2020 – Decentraland is het eerste decentrale VR-platform[9] en wordt aangedreven door de Ethereum-blockchain. In Decentraland kunnen gebruikers creëren, ervaringen opdoen en geld verdienen aan wat ze bouwen en/of bezitten. In deze wereld wordt gebruikgemaakt van de cryptovaluta MANA om de betalingen voor bijvoorbeeld landeigendom en diensten te faciliteren. Het werd in februari 2020 voor het publiek geopend en staat onder toezicht van de non-profitorganisatie Decentraland Foundation.
- 2021 – Meta werd de nieuwe naam van het moederbedrijf achter onder andere Facebook, Oculus VR. Met deze naamsverandering wilde het bedrijf benadrukken zich te willen concentreren op de ontwikkeling van een metaverse rond hun producten.

Diverse MMOG-spelen vertonen gelijkenissen met elementen uit het metaverse, hoewel veel spelen zich met name richten op een bepaald type spelelement (zoals schietspel, rollenspel, strategiespel, racen, handelen, enzovoorts), en minder op sociale interactie.

## Stephensons metaverse inSnow Crash
Stephenson presenteert zijn metaverse als een stedelijke omgeving die is aangelegd langs een honderd meter brede weg (The Street) die 65536 kilometer (216 km) lang is en die de straal vormt van een perfect bolvormige zwarte planeet. Het virtuele vastgoed (de grond) is eigendom van de Global Multimedia Protocol Group, een fictief onderdeel van de werkelijk bestaande Association for Computing Machinery. Dit vastgoed kan gekocht worden en men kan erop bouwen.
De gebruiker van het metaverse heeft toegang tot een persoonlijke terminal (die een scherm in hoge resolutie van de virtuele wereld projecteert op een bril die de gebruiker draagt) of een openbare terminal in kiosken (die op een scherm met een lage resolutie en zwart-wit de virtuele wereld weergeeft). Stephenson beschrijft ook een subcultuur van gebruikers die ervoor kiezen om continu in het metaverse te verblijven door draagbare terminals, brillen en andere uitrusting met zich mee te dragen. Deze gebruikers worden vanwege hun groteske verschijning gekscherend "gargoyles" genoemd. In het metaverse zien de gebruikers alles vanuit een 'first-person' perspectief.
In het metaverse kunnen avatars elke gewenste vorm hebben, met als restrictie de hoogte, zodat er "geen mensen van een mijl hoog" rondlopen. Vervoer in het metaverse is beperkt tot een 'analoge' realiteit: men gaat te voet of met een vervoermiddel (fiets, auto, en dergelijke). Er is ook een monorail die langs de hele Street loopt en die op twee soorten stations stopt: om de kilometer is er een Local Port (vgl. stoptrein) en om de 256 km is een Express Port (vgl. sneltrein).

## Ontvangst Media
Op 13 augustus 2021 schrijft Het Parool over de visie van Facebook op het metaverse. BNR Nieuwsradio besteedt op 25 augustus 2021 een aflevering van BNR Digitaal aan hoe het metaverse alle techreuzen moet samenbrengen. De Telegraaf schrijft in een artikel op 30 oktober 2021 over de drempels die nog genomen moeten worden om het metaverse tot wasdom te laten komen. Tech-journalist Jarno Duursma beschrijft in een uitgebreid artikel wat het metaverse is en wat de succesfactoren zijn. Op 1 november 2021 heeft het hoofdredactioneel commentaar van NRC een kritische toon aangaande de plannen van Facebook richting het metaverse. Marketing blog Emerce vraagt zich in een artikel op 25 oktober 2021 af of het metaverse een hype is of een blijvende ontwikkeling. Ondernemersplatform 7DTV staat op 21 september 2021 stil bij het zakelijk perspectief rondom het metaverse. Reclameblog Adformatie staat in een artikel op 25 oktober 2021 stil bij de kansen van het metaverse voor adverteerders. Radioprogramma BNR Digitaal bespreekt op 3 november 2021 de kenmerken, kansen en risico's van het Facebook metaverse. Op 14 april 2022 werd door omroep WNL een reportage uitgezonden over de toekomst van het metaversum.

### Bedenkingen
De aankondiging van Facebook over zijn metaverse-plannen leidde tot wantrouwende waarschuwingen door Facebook-kenners en privacyspecialisten. In Facebooks metaverse zou een schat aan informatie ter beschikking komen voor de firma die meermaals in opspraak raakte door de manier waarop zij met gebruikersgegevens omgaat. Terwijl in Facebook alleen clicks en muisbewegingen een indicatie geven voor het interessegebied van gebruikers, worden in metaverse ook bijvoorbeeld oogbewegingen en conversaties geregistreerd. Doordat gebruikers in principe lange tijd met metaverse verbonden zijn, verdwijnt elke privacy en kunnen grote groepen mensen nog verdergaand beïnvloed worden door Facebook en zijn betalende klanten.

## Crypto-metaverse op basis van blockchain
De crypto-metaverse verwijst naar blockchain-aangedreven, onderling verbonden digitale omgevingen waar gebruikers, voorgesteld als avatars in digitale landschappen, interageren met behulp van cryptocurrencies, wat het kopen en verkopen van verschillende digitale activa zoals virtuele grond, avatar items en andere digitale goederen mogelijk maakt. Het eigendom van digitale activa wordt meestal vertegenwoordigd in de vorm van niet-fungibele tokens. Bedrijven gebruiken de cryptometaverse om producten en diensten te promoten en de betrokkenheid van consumenten bij merken te vergemakkelijken. Consumenten kunnen bijvoorbeeld winkelen voor digitale items bij Gucci Town, Vans World, Nikeland en Ralph Lauren Winter Escape op de Roblox crypto-metaverse; virtuele Dolce & Gabbana modeshows bijwonen op de Decentraland crypto-metaverse; en deelnemen aan exclusieve virtuele feestjes met Snoop Dogg of Paris Hilton op de Sandbox crypto-metaverse.
Onderzoek toont aan dat de economie van metavers onroerend goed verwant is aan die van fysiek onroerend goed, waarbij de waarde van onroerend goed in de buurt van grote monumenten, beroemde landeigenaren, gedenkwaardige adressen en drukke straten hoog is. In december 2021 betaalde een investeerder USD 450.000 voor een stuk digitaal vastgoed naast het virtuele landhuis van Snoop Dogg op de Sandbox. Onderzoek toont aan dat crypto-metaverse investeerders kunnen worden onderverdeeld in vier hoofdgroepen: zij die zich aangetrokken voelen tot esthetiek en identiteit door zelfexpressie en innovatie; zij die op zoek zijn naar sociale connecties en gemeenschapsbetrokkenheid; zij die zich richten op speculatie en investering en zij die geïnteresseerd zijn in technologische innovatie en disruptie. Vanaf augustus 2023 heeft de crypto-metaverse een marktkapitalisatie van 7 miljard tot 12 miljard dollar. Eerder liepen de financiële prognoses sterk uiteen: J.P.Morgan schatte in oktober 2022 dat de metaverse een waardering van 1 biljoen dollar zou worden, McKinsey verwachtte in juni 2022 een waardering van 5 biljoen dollar en Citigroup voorspelde een waardering tussen 8 en 13 biljoen dollar.